# Нельсон, Грегори
Грегори Нельсон (нидерл. Gregory Nelson; род. 31 января 1988, Амстердам) — нидерландский футболист, полузащитник.

## Карьера
Воспитанник футбольного клуба АЗ. В чемпионате Нидерландов дебютировал 30 сентября 2007 года в матче против «Хераклеса» из Алмело. В июне 2009 года был арендован «Розендалом», в январе 2010 года клуб воспользовался опцией выкупа игрока. В июне 2010 года перешёл в софийский ЦСКА.
В январе 2012 года подписал контракт на три с половиной года с донецким «Металлургом». Покинул команду летом 2015 года.